# Gaofen 4
O Gaofen 4 ou GF-4 é um satélite de observação da Terra chinês com imagens de alta resolução. Suas potentes câmeras fazem com que este seja um dos mais avançados satélites de imageamento em órbita geoestacionária já lançados.
Este satélite foi lançado em 28 de dezembro de 2015 as 16:05 UTC, por um foguete do tipo Longa Marcha 3B à partir do centro de lançamentos de satélites de Jiuquan e foi o quarto satélite de uma rede de satélites de observação terrestre desenvolvida pelo governo chinês.